# Фудбалски савез Костарике
Фудбалски савез Костарике (шп. Federación Costarricense de Fútbol, FEDEFUTBOL), је највиша фудбалска организација у Костарици, која организује сва фудбалска такмичења у земљи и мечеве репрезентацоје Костарике.
После Мексика је науспешнија фудбалска земља Средње Америке.
Фудбалски савез је основан 1921. године. У чланство ФИФА (Светске фудбалске организације), примљена је 1927, а у КОНКАКАФ (Северно-средњоамеричке и карипске фудбалске конфедерације) 1962.
Председник савеза је Едуардо Ли.
Прва међународна утакмица одиграла се у Гватемали 1912. са репрезентацијом Ел Салвадора коју је добила резултатом 7:0.
Боја дресова је црвена и бела.
Лигашка такмичења се играју од 1912.
У земљи је регистровано око 430 клубва, а најдужу традицију има Депортиво Картагина основан 1906. године.